# Горобець кенійський
Горобець кенійський (Passer rufocinctus) — вид горобцеподібних птахів родини горобцевих (Passeridae).

## Поширення
Вмд поширений в Східній Африці. Трапляється у Рифтовій долині (в Центральній Кенії та на півночі Танзанії). Мешкає у сухій акацієвій савані.

## Опис
Дрібний птах, завдовжки 12–13 см. Дорослі самці мають металево-сірий живіт із зеленуватими відтінками, голова сіра з помарнчевою смужкою на потилиці. Горло зазвичай чорне, тоді як крила зелені і оточені дрібними чорними смужками.

## Спосіб життя
Розмножується цілорічно з двома піками між квітнем і червнем та листопадом і груднем (що збігається з сезоном дощів). Гніздо будують обидва партнери. Самиця відкладає 3-5 яєць.